# 恩格布雷森峰
恩格布雷森峰（Engebretson Peak），是
南極洲的山峰，位於維多利亞地的斯科特海岸，屬於約翰霍普金斯嶺中皇家學會嶺的一部分，海拔高度3,271米，現時由南極條約體系管理。